# Maurizio Mariani
Maurizio Mariani, född 25 februari 1982 i Rom, är en italiensk fotbollsdomare. Han har varit FIFA-domare sedan 2019.

## Karriär
Mariani dömde sin första match i Serie A den 6 januari 2013 i mötet mellan Chievo och Atalanta.
Mariani dömde sin första A-landskamp den 6 september 2020 i mötet mellan Ungern och Ryssland i Nations League B. Vid U21-EM 2021 dömde han två gruppspelsmatcher och en kvartsfinal.